# 貝迪亞玻璃石
貝迪亞玻璃石（英語：Bediasite）是似曜岩的一種形式或類型，它是在隕石撞擊事件中由地球碎片形成的天然玻璃體。它起源於美國德克薩斯州東部，位於休斯頓西北部74英里（119），以貝迪亞斯小鎮為中心的一個地區。它們分佈在德克薩斯州約九個縣，面積超過7,000平方英里（18,000平方）。迄今為止，發現的最大標本剛剛超過7.1盎司（200克）。

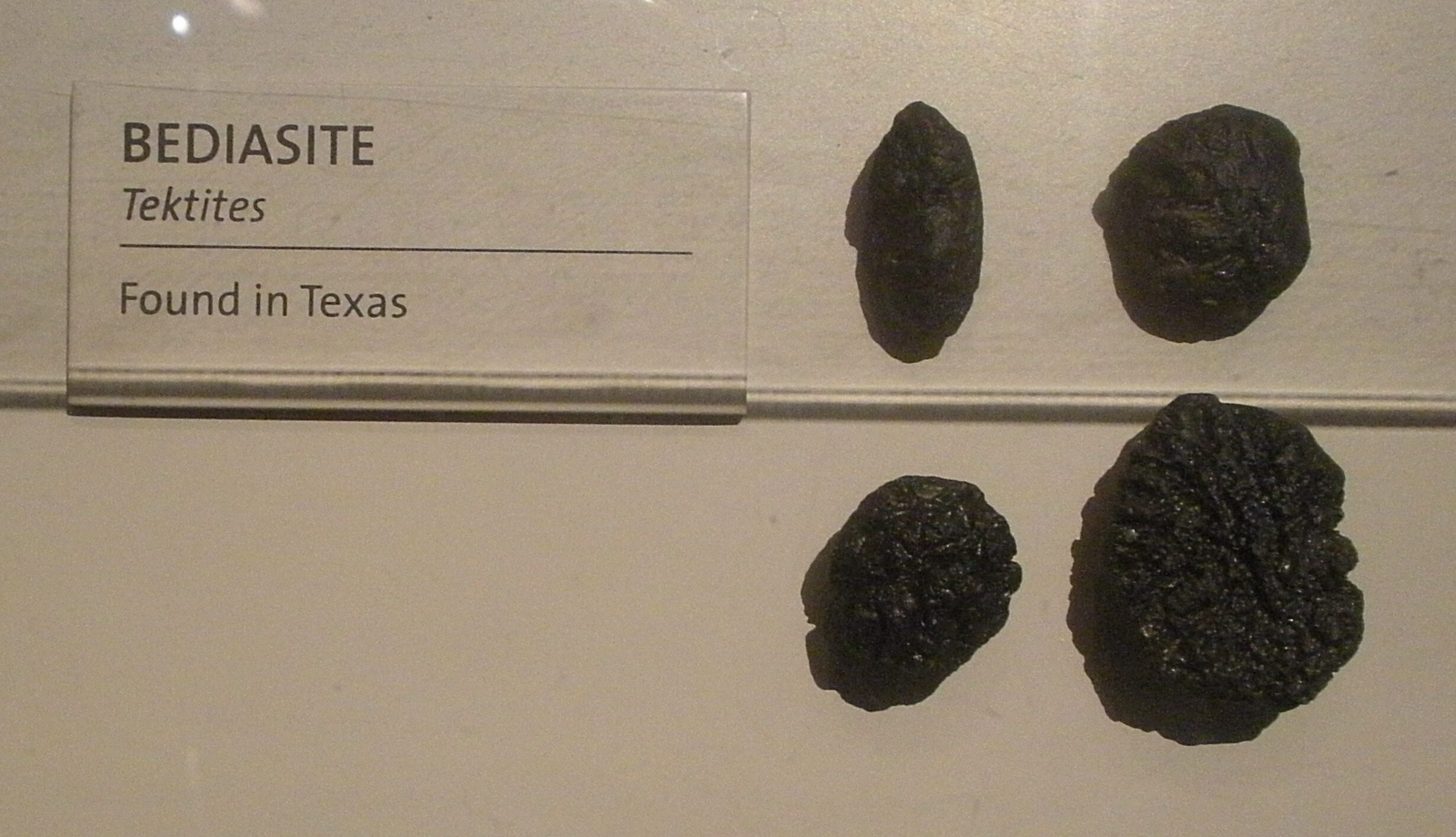
格里菲斯天文台收藏的貝迪亞玻璃石標本。

維吉爾·巴恩斯（英語：Virgil Barnes）是最早深入研究貝迪亞玻璃石的科學家之一。1936年，喬治·D·拉姆齊（英語：George D.Ramsey）將第一顆被發現的貝迪亞玻璃石帶到了奧斯汀的德薩斯大學（英語：University of Texas），並由維吉爾·巴恩斯鑑定。
貝迪亞玻璃石是來自3,400萬年前切萨皮克湾陨石坑（英語：Chesapeake Bay impact crater）的北美散佈場的一部分。兩個應力場和鉀鐵礦群與這種影響有關：德克薩斯州的黑貝迪亞斯和佐治亞州的綠格魯吉亞隕石。

## 註解
1. ↑  . . August 20, 2018  [December 28, 2021]. （原始内容存档于2024-08-13）.
2. ↑  .   [2024-07-13]. （原始内容存档于2016-03-03）.
3. ↑  "Contributions" 477.
4. ↑  Koeberl 1265.
5. ↑  Ridpath 49.